# شيلدون لي
شيلدون لي هو سياسي كندي، ولد في 24 مارس 1933. انتخب عضو الجمعية التشريعية لنيو برونزويك ‏.